# Центральна артерія сітківки
Центра́льна арте́рія сіткі́вки (лат. a. centralis retinae) є власне артеріолою, відходить від очної артерії, проникає в товщу зорового нерву і направляється з ним до сосочка зорового нерву (сліпа пляма), де, як правило, поділяється на 4 гілки. У дорослих вона є кінцевою артерією і слугує для кровопостачання внутрішніх шарів сітківки. Її закупорка може привести до, так званої, оклюзії центральної артерії сітківки. Зовнішні шари сітківки (в першу чергу фоторецептори) кровопостачаються за рахунок кровоносних судин судинної оболонки ока (хоріоідеї).
Під час ембріонального розвитку кінцевою гілкою центральної артерії сітківки є гіалоїдна артерія, вона кровопостачає кришталик, що в цей час активно розвивається, після народження артерія редукується.